# Ceratosolen nigriscapus
Ceratosolen nigriscapus är en stekelart som först beskrevs av Girault 1925.  Ceratosolen nigriscapus ingår i släktet Ceratosolen och familjen fikonsteklar. Inga underarter finns listade i Catalogue of Life.